# Клермон-Тоннер, Франсуа де (граф)
Граф Франсуа де Клермон-Тоннер (фр. François de Clermont-Tonnerre, 6 августа 1601, Анси-ле-Фран — 24 сентября 1679, там же) — французский военный и государственный деятель.

## Биография
Сын графа Шарля-Анри де Клермон-Тоннера и Катрин д’Эскубло де Сурди.
Первый барон, коннетабль и наследственный великий магистр Дофине. Барон д’Анси-ле-Фран и де Лень, сеньор де Шассинель, де Крюзи, де Гризель, де Шанне, де Фюльви и де Мон.
Поступил службу в 19 лет в войска маршала Креки, в 1620 году участвовал в бою с гугенотами при Пон-де-Се в чине лейтенанта шеволежеров. В кампании 1622—1623 годов в чине капитана воевал в Гиени, в 1627—1628 годах участвовал в осаде Ла-Рошели.
19 октября 1629 назначен полковником Пьемонтского полка, присоединился к нему в Лангедоке, и командовал им при завоевании Савойи, бою при Вейяне, взятии города и замка Салуццо, и бою за Кариньянский мост. Вернувшись в 1631 году во Францию с армией, участвовал во взятии Вика и Муайенвика, и в осаде Марсаля.
В 1632 году командовал своим полком в Лангедоке, действуя против войск Месье. Вызванный в северную армию, в следующем году участвовал в завоевании Лотарингии, в осаде и взятии Нанси, а в кампанию 1634 года — во взятии Хагенау, Саверна, Люневиля, Бича, и Ла-Мота и в деблокировании Гейдельберга и Филиппсбурга. Отличился 20 мая 1635 в битве при Авене и осаде Лувена.
В следующем году он с большим хладнокровием действовал в Пикардии во время отступления французов, когда испанские войска перешли Сомму у Корби. Заняв позицию на мельнице, он оборонял проход, потеряв в этом бою более 300 человек и 15 офицеров, и сам получил ранение в лицо, навсегда оставившее отметину. В том же году он содействовал отвоеванию Корби, а в 1637-м участвовал в осадах и взятии Ландреси, Мобёжа и Ла-Капели, затем, в 1638 году, в осаде Сент-Омера и сражении под его стенами.
Произведенный 13 февраля 1639 в лагерные маршалы, граф де Клермон-Тоннер был направлен на флот, которым командовал архиепископ Бордо, и содействовал поражению противника 14 августа у Ларедо. Оставался в Гиени до сентября под командованием маршала Грамона. Затем он привел 4 тыс. чел. на усиление принца Конде, хотевшего помочь Сальсу.
В марте 1640 граф покинул свой полк и повел в Италию 8-тыс. отряд. В том же году возглавил отряд из пятисот дворян, предложивших графу д’Аркуру, занятому осадой Турина, свою помощь. Командовавший испанцами маркиз Леганес не смог помешать им соединиться с главными силами. В ходе осады граф снова доказал свою храбрость при обороне осадных линий, атакованных принцем Томасом 14 сентября.
Направленный в 1641 году в армию принца Конде, он 6 июня овладел городом Кане в Руссильоне, и закончил свою последнюю кампанию участием в осаде Эльна.
21 февраля 1646 он через своего прокурора принес королю в счетной палате Гренобля оммаж за графство Клермон и должности первого барона, коннетабля и наследственного великого магистра Дофине. 3 июля 1645 Клермон-Тоннер принес королю клятву и оммаж перед генеральным наместником Шатийон-сюр-Сена за земли Анси-ле-Франа, Шассинеля, Крюзи и часть Фюльви, и за баронию Гризель и шателению Лень, а также за замок и лес Мон.
В 1660 году граф был назначен генеральным наместником в Бургундии, а 31 декабря 1661 пожалован в рыцари орденов короля.
21 июня 1674 Клермон-Тоннер принимал Людовика XIV в своем замке Анси-ле-Фран, а через два дня, когда король направился к Тоннеру, граф опередил его, и выдя навстречу из города во главе местных нотаблей, преподнес монарху ключи от города. Король отдал их обратно, сказав, что они находятся в добрых руках.
Граф де Клермон умер в своем замке Анси-ле-Фран и был погребен в Тоннере.

## Семья
Жена (1625): Мари Винье (1603—1.10.1679), дочь Жака Винье, барона де Вильмюр, сеньора де Сен-Льебо, королевского советника и рекетмейстера, и Мари де Мегриньи-Вильбертен, вдова Юрбена де Креки, сеньора де Рисе
Дети:
- граф Шарль-Анри де Клермон. Смертельно ранен в траншее при осаде Ла-Басе в июле 1647
- граф Жак де Клермон-Тоннер (ум. 1682)
- Франсуа де Клермон-Тоннер (1629—15.02.1701), граф-епископ Нуайона
- Луи-Александр де Клермон (ум. ок. 1674, Марсель). Рыцарь Мальтийского ордена (1643), капитан галер
- Мадлен де Клермон, аббатиса в монастыре Сен-Поль-ле-Бове (1691)
- Габриель де Клермон, монахиня в монастыре Сен-Поль-ле-Бове